# Antoine Coesens
 (décembre 2018).
Si vous disposez d'ouvrages ou d'articles de référence ou si vous connaissez des sites web de qualité traitant du thème abordé ici, merci de compléter l'article en donnant les références utiles à sa vérifiabilité et en les liant à la section « Notes et références ».
Pour les articles homonymes, voir Coesens.
Antoine Coesens est un acteur français né le 27 décembre 1967 à Lille dans le département du Nord.

## Biographie
Natif de Lille, il passe son enfance à Grenoble, avant que la famille revienne s’installer dans sa ville natale. À 16 ans, il commence une carrière de peintre et se lance dans l’écriture. En 1985, il rentre au conservatoire d’Aix-en-Provence où il a le comédien Christian Barbier pour professeur. Il poursuit sa formation au « Théâtre École du Passage ».
Il débute à l’écran à la fin des années 1980, avec une apparition dans La Maison assassinée de Georges Lautner. Pour le cinéma, il joue des personnages secondaires notamment pour Jeannot Szwarc, Laurent Firode, Bertrand Tavernier et Jean-Pierre Mocky. Il interprète des rôles plus importants dans de nombreux courts métrages, dont La place du mort et Pièces détachées de Sébastien Drouin, Les onze coups de minuit de Nabil Bouraghda et Une vie par cœur de Lionel Nakache, qui lui valent chacun un prix d’interprétation au festival du cinéma, Les Hérault du Cinéma, du Cap d'Agde.
La télévision lui apporte des petits rôles dans des séries comme Sous le soleil, PJ, Même âge, même adresse, Caïn, mais surtout une quarantaine d’épisodes en tant que personnage principal de Central Nuit.
En 2011, il préside le Festival du court métrage de Lussac en Gironde.
Il est le père des actrices Dounia Coesens et Marie Coesens, et du danseur Antoine Coesens.

## Filmographie

### Cinéma

#### Longs métrages
- 1988 : La Maison assassinée de Georges Lautner
- 1990 : Les Sabots de Vénus de Jimmy-Paul Coti
- 1993 : Elodie de Bruno Jourdan
- 1996 : Les Sables mouvants de Paul Carpita
- 1996 : Hercule et Sherlock de Jeannot Szwarc : l’inspecteur
- 1998 : Comme une bête de Patrick Schulmann
- 2000 : Le Battement d'ailes du papillon de Laurent Firode : le clochard
- 2000 : Comme un aimant de Kamel Saleh et Akhenaton : un policier
- 2002 : Laissez-passer de Bertrand Tavernier
- 2002 : Fiction (+33) de Pierre de Suzzoni : Carl Harrewin
- 2006 : Chacun sa nuit de Jean-Marc Barr et Pascal Arnold : Monsieur Saunier
- 2006 : Le Bénévole de Jean-Pierre Mocky : l’homme de main de Don Frisco
- 2007 : Frontière(s) de Xavier Gens : un politicien
- 2007 : Nos amis les Terriens de Bernard Werber
- 2009 : Lady Blood de Jean-Marc Vincent : l’inspecteur Olivier
- 2009 : La Loi de Murphy de Christophe Campos : le mari violent
- 2010 : Le Thanato de Frédéric Cerulli : Victor
- 2013 : Macadam Baby de Patrick Bossard : le père de Thomas
- 2014 : Ablations d’Arnold de Parscau : Patrice
- 2015 : We Are Tourists d’O'ar Pali et Remy Bazerque
- 2022 : Le Temps des secrets de Christophe Barratier
- 2022 : Azuro de Matthieu Rozé

#### Courts métrages
- 1994 : Question de point de vue de Serge Trinquetaille
- 1995 : CM E.M.I. (Expérience de mort imminente) de Sébastien Drouin
- 1997 : Les brigades vertes de Didier Grousset
- 1997 : La place du mort de Sébastien Drouin : Paul
- 1997 : Stress de Didier Delaître
- 1999 : Le prof de Loïc Nicoloff : Kurtz
- 1999 : Le lapin de Noël de Mélissa Petitjean
- 1999 : La reine de Nacre de Sébastien Drouin et Bernard Werber : le fou
- 2000 : Apparence de Loïc Nicoloff
- 2000 : Alice de Grégoire Sivan
- 2001 : Embrasse-moi mortellement de Stéphane Rampal
- 2002 : Photos voilées de Nabil Bouraghda
- 2003 : R.I.P. : Repose en paix de Roland Collin : Brémont
- 2004 : L’urne de Dominique Bidaubayle
- 2004 : Un simple pas d’Eugénie Bourdeau : le père
- 2004 : Trop c’est trop ! de Daniel Jenny
- 2004 : Le plein des sens d’Erick Chabot
- 2005 : Poids plume de Nolwenn Lemesle
- 2005 : Les onze coups de minuit de Nabil Bouraghda
- 2005 : Dioneae de Mickaël Collart
- 2005 : TER (Festin de famille) de Gwanaël Brac
- 2005 : Pièces détachées de Sébastien Drouin : Paul
- 2006 : Rendez-vous au tas de sable... de Nicolas Bikialo : l’oncle
- 2007 : L’antre-sol d’Eddy Creuzet
- 2007 : Les nouveaux poètes de Pascal Renaud
- 2007 : Le complexe du hamster de Thomas Griffet
- 2007 : 4 rue des Marionnettes de Michaël Curet
- 2008 : Vendetta de Patrick Bossard
- 2008 : Georgette Pujenvart et la lettre chinoise de Benjamin Barthélémy
- 2008 : Contredanse de Yacine Sersa
- 2008 : Irréprochable d’Antoine Delelis
- 2008 : Drôle d’oiseau de David Monmignot
- 2008 : La sénorita d’Audrey Gini & Federico Escartin
- 2008 : Hybris de Jonathan Kluger
- 2009 : Le bailli de Suffren de Loïc Nikolos
- 2010 : Jour de colère de Charles Redon : Carlo
- 2010 : Déroute de Fabrice Poirier
- 2011 : Les tontons flingués de Yacine Sersa
- 2012 : En attendant Longwood de Thomas Griffet
- 2013 : La queue de Yacine Sersa
- 2014 : Groom's Love de Richard Petillion
- 2014 : Une vie par cœur de Lionel Nakache
- 2014 : Le domaine des étriqués d’Arnaud de Parscau : Charles Serin
- 2019 : Carnet De Projets de Richard Petillon : l'oncle
- 2019 : Luisa de Kaan Alptekin
- 2019 : Violence de Gabriel Targues : le patron du bar
- 2020 : The Beast de Pascal Lastrajoli : le patron manipulateur

### Télévision

#### Téléfilms
- 1992 : Les Amants du Tage de David Delrieux
- 1992 : La Controverse de Valladolid de Jean-Daniel Verhaeghe : Sépulveda
- 1998 : Famille de cœur de Gérard Vergez : Monsieur Lelièvre
- 1998 : Jeanne et le loup de Laurent Jaoui : un paysan
- 1999 : Ouriga d'Antoine Plantevin : Alain
- 1999 : La Nuit des hulottes de Michaëla Watteaux : Alphonse le jardinier
- 2000 : Passion assassine  de Didier Delaître
- 2000 : Roule routier de Marion Sarraut : l’homme
- 2000 : Deux Frères de Philippe Laïk : le brigadier
- 2001 : Les P'tits gars Ladouceur de Luc Béraud : un gendarme
- 2001 : Permission Moisson de Didier Grousset : Félix Villecroze
- 2002 : La Source des Sarrazins de Denis Malleval : Bourdel
- 2002 : La Grande Brasserie de Dominique Baron : Momo
- 2003 : Le don fait à Catchaires de William Gotesman : René
- 2003 : Y aura pas école demain de Philippe de Broca : François Bouchard
- 2006 : Le Temps des secrets de Thierry Chabert : Socrate
- 2006 : Le Temps des amours de Thierry Chabert : Socrate
- 2007 : L'Affaire Christian Ranucci : le Combat d'une mère de Denys Granier-Deferre : Paul di Pietro
- 2007 : Vérités assassines d'Arnaud Sélignac
- 2008 : Versailles, le rêve d'un roi de Thierry Binisti : Le Vau
- 2008 : La Résistance de Félix Olivier : Marcel Wolf
- 2009 : Rencontre avec un tueur de Claude-Michel Rome : André Declerck
- 2011 : Demain je me marie de Vincent Giovanni : Ben
- 2011 : Accusé Mendès France de Laurent Heynemann : un officier
- 2012 : Yann Piat, chronique d'un assassinat d'Antoine de Caunes : Dominique Vescovali
- 2013 : Une Bonne leçon de Bruno Garcia : l’homme au coup de poing
- 2019 : Amours à mort (Meurtres en Moselle) d'Olivier Barma : Pierre Langlais

#### Séries télévisées
- 1993 : Le Château des oliviers de Nicolas Gessner : Dabert, le chauffeur (épisode Les racines)
- 1995 : Associations de bienfaiteurs de Jean-Daniel Verhaeghe : le commissaire de course (épisode 1 : Le rameau d'olivier)
- 1997 : Les Bœuf-carottes de Pierre Lary : Henri Touserie (épisode  Émotions fortes)
- 1997 : Sous le soleil de François Azria : le patron du café (épisode Raison et sentiments)
- 1998 : La Clef des champs de Charles Nemes (épisodes 1 et 2)
- 1998 : PJ de Gérard Vergez : un policier (épisodes Vol à l’arraché et Escroquerie)
- 1999 : PJ de Frédéric Krivine : un policier (épisode Casting)
- 1999 : Sous le soleil de Sylvie Ayme : le docteur Sabot (épisode Sœurs rivales)
- 1999 : Un homme en colère de Denis Malleval : Monsieur Lesieur (épisode L’affaire Caroline)
- 1999 : Chère Marianne de Pierre Joassin : l’inspecteur Duroy (épisode La sous préfète)
- 1999 : Docteur Sylvestre de Didier Grousset : le client du bateau (saison 4, épisode 1 : Ecorchée vive)
- 1999 : Docteur Sylvestre de Philippe Roussel : Jean Lebert (saison 4, épisode 4 : Papa dort)
- 2000 : Docteur Sylvestre de Didier Grousset : Chavert (épisode Programme de substitution)
- 2000 : Julie Lescaut : patron bar (saison 8, épisode 6 : La mort de Jeanne)
- 2001 : Chercheur d'héritiers de Patrice Martineau : le père de Romain (épisode La maison du pendu)
- 2001 : Central Nuit de Didier Delaître : Corboz (saison 1)
- 2002 : Louis la Brocante de Philippe Roussel : Bargas (épisode Louis et l'académie des quatre jeudis)
- 2002 : Une femme d'honneur de Philippe Monnier : un routier (épisode Poids lourds)
- 2003 : Même âge, même adresse de Bruno Garcia : Denis Gérard (saison 1, épisodes 2 à 15)
- 2003 : Central Nuit de Didier Delaître : Corboz (saison 2)
- 2004 : Les Cordier, juge et flic d’Alain Wermus : un gardien (épisode Silences coupables)
- 2004 : Central Nuit : Corboz (saison 3, épisodes 1, 5 et 6)
- 2004 : Sous le soleil de Sylvie Ayme : Lemarier (épisode Le choix de Laure)
- 2005 : Le Tuteur de José Pinheiro : l’oncle de Lune (épisode Conseil de famille)
- 2006 : Le Proc de Jean-Marc Seban : Jean-Pierre (épisode Le témoin)
- 2006 : Central Nuit : Corboz (saison 4)
- 2006 : Sous le soleil de Bruno Garcia : le proviseur (épisodes La vie sans toi et Famille je te hais)
- 2006 : Sous le soleil d’Alain Smitti : le proviseur (épisode Traqué)
- 2006 : S.O.S. 18 de Bruno Garcia : Michel (épisode Sur les chapeaux de roue)
- 2007 : Julie Lescaut : restaurateur (saison 17, épisode 4 : Une nouvelle vie)
- 2007 : Central Nuit d’Olivier Barma : Corboz (saison 5)
- 2007 : Ben et Thomas de Jon Carnoy : Monsieur Darette (épisode  L’expo)
- 2008 : R.I.S Police scientifique de Christophe Barbier : Georges Perreux (épisode Trait pour trait)
- 2008 : Central Nuit d’Olivier Barma : Corboz (saison 6)
- 2009 : Enquêtes réservées de Bruno Garcia : Jaquelin (épisode Cible mouvante)
- 2009 : Central Nuit : Corboz (saison 7)
- 2009 : Éternelle de Didier Delaître : Florent le légiste (épisode 5)
- 2010 : La loi selon Bartoli de Laurence Katrian : Monsieur Schwartz (épisode Pilote)
- 2010 : Camping Paradis de Bruno Garcia : Jean-Marie (saison 2, épisode 3 : Doc Love au camping)
- 2012 : Main courante de Jean-Marc Thérin : Doucet (épisode Samedi noir)
- 2012 : Le Jour où tout a basculé : Jules, le père de Lydia (épisode Je ne supporte plus mon père)
- 2013 : Si près de chez vous de Jérôme Debusschère : Alban (épisode Soif d'argent)
- 2014 : Commissaire Magellan d’Étienne Dhaene : le voisin serviable (épisode Chaud devant)
- 2015 : Caïn de Bertrand Arthuys : Monsieur Chevalier (épisode Rumeur)
- 2016 : Marseille de Florent Emilio Siri : promoteur (épisodes 1 et 2)
- 2018 : Commissaire Magellan de Lionel Chatton (épisode Rose sanglante)
- 2018 : Alex Hugo de Olivier Langlois : Maurice Poix (saison 4, épisode 1 : Marche ou crève)
- 2019 : Munch de Valérie Tong Cuong : Julien Vasseur, le père de Gaspard (saison 3, épisodes 4 à 6)
- 2020 : La Stagiaire d'Isabel Sebastian : Patrick Lopez (saison 5, épisode 3 : Les liens du sang)

#### Émissions télévisées
- 2016 : Un Dîner à Chambéry - Numéro 10 de Hugo Magnin réalisée par Hugo Beltrami
- 2017 : Un Dîner à Chambéry - Le Final  de Hugo Magnin réalisée par Hugo Beltrami

## Théâtre
- 1985-1995 : Merlusse de Marcel Pagnol, mise en scène Daniel Mesini
- 1990-1991 : Moi c'est l'autre de Philippe Madral, mise en scène Christian Barbier, Guichet Montparnasse (Paris), Théâtre Toursky (Marseille), Théâtre du Golfe (La Ciotat), Festival d'Avignon (Alibi Théâtre) et en tournée
- 2014 : Le Malentendu d’Albert Camus, mise en scène Daniel Mesini

## Distinctions
- 1997 : prix d’interprétation masculine au Festival international du film d'Aubagne  pour La place du mort de Sébastien Drouin
- 1997 : prix d’interprétation masculine au Festival du cinéma, Les Hérault du Cinéma du Cap d’Agde pour La place du mort de Sébastien Drouin
- 2005 : prix d’interprétation masculine au Festival du cinéma, Les Hérault du Cinéma du Cap d’Agde pour Les onze coups de minuit de Nabil Bouraghda
- 2005 : prix d’interprétation masculine au Festi’Valloire de Valloire pour Pièces détachées de Sébastien Drouin
- 2007 : prix d’interprétation masculine au Festival du cinéma, Les Hérault du Cinéma du Cap d’Agde pour Pièces détachées de Sébastien Drouin
- 2014 : prix d’interprétation masculine au Festival du cinéma, Les Hérault du Cinéma du Cap d’Agde pour Une vie par cœur de Lionel Nakache